# Nahda

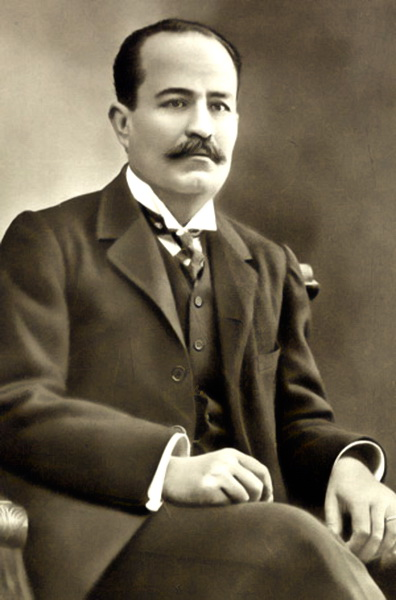
Jorge Zaydan, écrivain libanais, est l'une des figures de la Nahda.

Au XIXe siècle, la Nahda (en arabe : النهضة, al-Nahḍa) que l’on peut traduire par « essor » ou « force » est un mouvement transversal de « renaissance » culturelle arabe moderne, à la fois littéraire, politique, culturel et religieux. Initialement, cette mouvance est largement influencée par les évènements historiques en Égypte. Elle est liée à la décomposition politique de l’Empire ottoman et au moment de réinvention identitaire du monde arabe qui l’accompagne.

## Histoire
Elle se développe en deux phases :
- La première est déclenchée par Méhémet Ali, un Égyptien modernisateur. Il arrive au pouvoir après que Napoléon fut passé par l'Égypte entre 1798 et 1801 : cette expédition française a une influence importante. D'après l'historien Florian Louis, elle a pu être considérée comme le coup d'envoi du mouvement : "d'abord, en ce qu'elle a fait prendre conscience aux Arabes de leur présumé "retard" sur l'occident et ensuite parce qu'elle leur a permis d'entrer en contact avec ce même occident dont ils allaient largement s'inspirer dans leur volonté de refondation"[1]. Avec la fin des guerres napoléoniennes, Méhémet Ali décide d'envoyer des émissaires en France pour en apprendre plus sur celle-ci et moderniser l'Égypte. Parmi ceux-ci, un lettré, Rifa'a al-Tahtawi qui, de retour en Égypte, fonde une école de traduction et commence la diffusion d'ouvrages. L'imprimerie se développe et joue, avec également l'apport de lettrés du Mont Liban et de Syrie, un rôle considérable dans la propagation de l'esprit de la Nahda[2],[3]
- La seconde phase de la Nahda conduit au plaidoyer dans le Moyen-Orient de deux idées principales : 
  - Le principe de la raison ;
  - La participation au pouvoir, c'est-à-dire la démocratie.

Ces thématiques sont notamment liées à celle de l’emprunt (iqtibâs) comme l'un des moyens de réveiller (ou revivifier: ihya') la culture et la science arabes et de combler le retard accumulé pendant des siècles d’inertie. Ce qui deviendra par la suite un leitmotiv intellectuel est résumé dans l’interrogation du penseur chrétien Boutros al-Boustani (1819-1883), Limâdha nahnu muta’akhkhirûn ? (Pourquoi sommes-nous en retard ? ). (Leyla Dakhli, CNRS, "Une génération d’intellectuels arabes. Syrie, Liban 1908-1940", Paris, Karthala, 2009)

## Ouverture à une modernité
La période de la Nahda coïncide avec celle des Tanzimat (« réorganisation » en turc ottoman) dans l'Empire ottoman, qui participent du même souci d'adaptation à la modernité face au modèle européen : organisation administrative, institutionnelle et militaire mais aussi transformation de la structure politique. C'est une promotion de la démocratie et des droits des femmes et une volonté de traitement égal des citoyens quelle que soit leur religion.

### Familles Al-Boustani et Al-Yaziji
Les intellectuels arabes de toutes confessions s'ouvrent aux doctrines occidentales, en partant faire leurs études à l'étranger par exemple. Ils entament une réflexion historico-sociologique pour faire le point sur la situation sociale et culturelle de leur société, déterminer les causes de leur "retard" par rapport à l'Occident, et en trouver la solution. La Nahda a été lancée notamment par les familles chrétiennes Al-Boustani (en particulier Boutros al-Boustani, maronite converti au protestantisme fondateur de la Al-Medrassa al-watania, l'École nationale, en 1863) et Al-Yaziji (à commencer par Nassif al-Yazigi 1800-1870, grec catholique, père de Warda al-Yaziji et de Ibrahim al-Yazigi) toutes deux originaires du Mont Liban. Ce sont parmi les premiers au Moyen-Orient à prôner la séparation du religieux et du politique. Après 1860, un grand nombre d'émigrants également issus du Mont Liban contribuent, en Égypte, à la Nahda dans plusieurs secteurs (dont la presse, la littérature et le théâtre).

### Famille Marrache
Une autre famille syrienne, les Marrache, contribua au développement de la nahda. Francis Marrache fut l'un des premiers représentants syriens de la nahda, avec Ghabat al-haqq, considéré par certains comme le premier roman moderne arabe, roman allégorique aux idées rousseauistes. Il influença les écrivains des XIXe et XXe siècles, notamment Gibran Khalil Gibran, et fut un précurseur du nationalisme arabe. Il prône entre autres une modernisation des écoles arabes, une séparation de l'État et de la religion, la libération féminine, exprimant l'optimisme européen du XVIIIe siècle. Il introduit aussi un renouveau stylistique dans son œuvre poétique. Sa sœur Mariana Marrache incarnait la libération féminine : ayant réintroduit la tradition des salons littéraires dans le monde arabe, elle fut aussi la première femme à écrire dans la presse arabe.

### Jorge Zaydan
Autre référence obligée de l’essor culturel et intellectuel de la Nahda, dans son rayonnement international et artistique, est Jorge Zaydan, écrivain libanais chrétien, amoureux de la langue arabe et de la science, et fondateur en 1892, au Caire, de la revue «الهلال » (al-Hilâl) qui deviendra l'une des plus grandes revues et maisons d'édition du monde arabe levantin.

### Gibran Khalil Gibran
Très célébrée internationalement et également associée à l'expérience de renouveau de l'écriture et de la forme poétique dans la nahda, est l'œuvre du poète et peintre libanais chrétien Gibran Khalil Gibran, dont la plupart des premiers écrits sont en arabe (La Musique, Les Ailes brisés, Les Nymphes des vallées, Les Tempêtes...). Une autre expérience importante fut la création de l'association “La ligue plumière” (Arrabita Al Kalamiya), fondée en 1920 dont le président n'était autre que Gibran Khalil Gibran entouré des plus grands écrivains de l'époque (Mikhaïl Nouaymeh, Elia Abou Madhi, Nacib Aridha).

## Jamal Al-Din Al Afghani

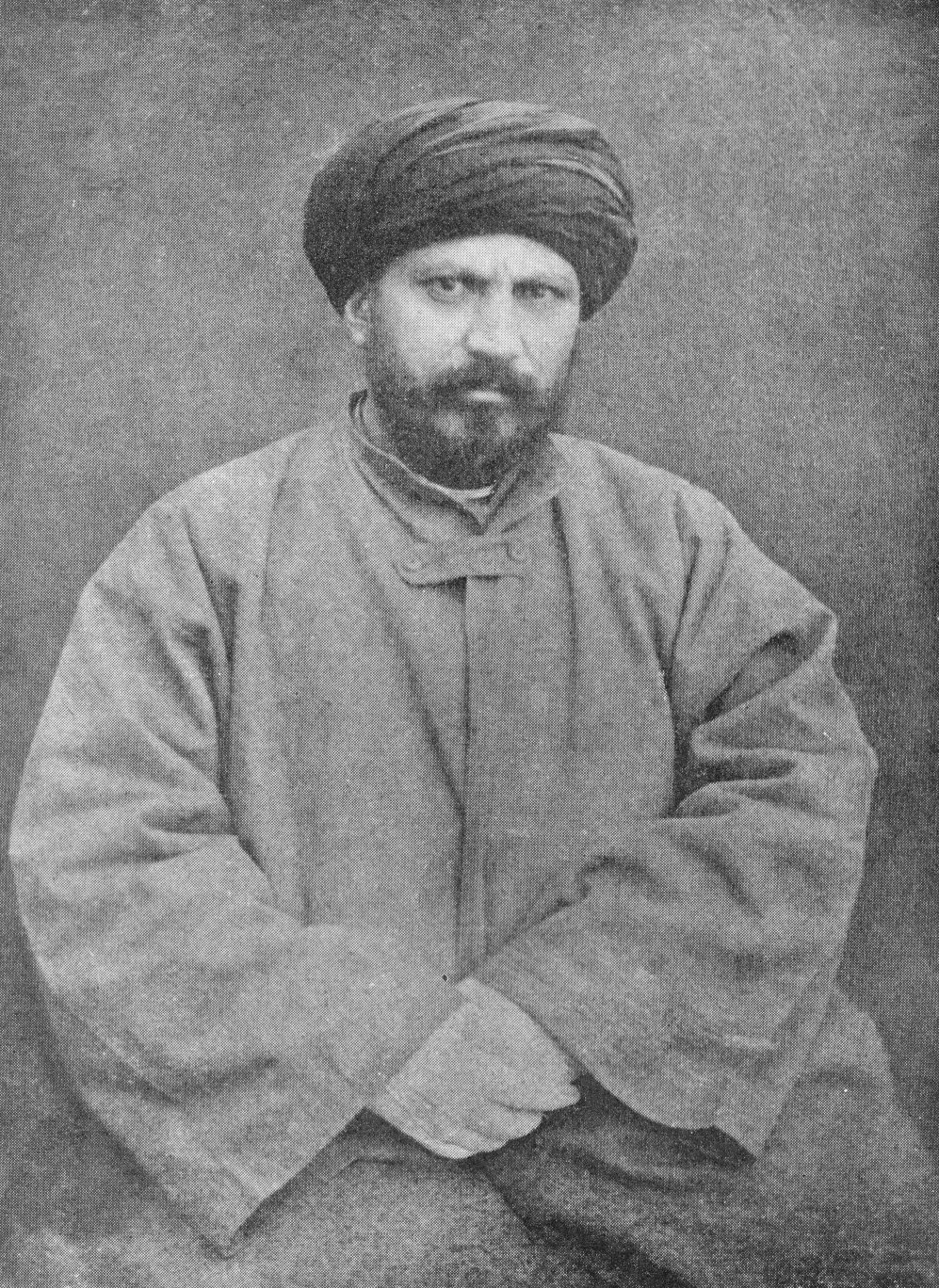
Al Afghani, en 1883.

Un des penseurs religieux musulmans, initiateur d'un mouvement de réforme, est Jamal Al-Din (dit Al-Afghani). Mais Al-Afghani n'écrit pas, c'est pourquoi l'essentiel de sa pensée nous provient d'œuvres d'auteurs qui se situent dans sa mouvance comme le Syrien Abd al-Rahman al-Kawakibi ou un autre disciple, égyptien, Muhammad Abduh, lequel développe trois idées de la nahda :
- L'unité (Tawhid) dans ses deux sens : unité politique de l'oumma et unité religieuse (annuler les divisions de l'islam et revenir aux fondements).
- L'interprétation (Ijtihad) des textes religieux : pendant trop longtemps seule l'imitation (Taqlid) a eu cours. Il convient de réinterpréter au regard de la modernité.
- La consultation (Choura): le mot apparaît dans un hadith.  La consultation n'oblige pas le consultant à suivre l'avis des consultés quand bien même ils seraient unanimes sur la question tandis que la concertation vise à aboutir à un accord entre toutes les parties. Elle diffère donc du concept de la démocratie.

Cette pensée toutefois n'est pas un fondamentalisme, qui prône un retour pur et simple aux sources de l'islam. Jamal Al-Din était membre de la franc-maçonnerie, et avait des disciples chrétiens arabes  (comme Adib Ishaq) et juifs arabes (comme Yaqub Sannu.). Ainsi, le retour aux sources doit permettre une réinterprétation au regard de la modernité. À l'issue de cette renaissance une classe de personnes éduquées et modernes émerge. Selon Anne-Laure Dupont, historienne, maître de conférences à l’université Paris-Sorbonne, « les réformes reposent sur le principe de justice à partir duquel l’idée de liberté fait son chemin. Elles ravivent l’idéal du bon gouvernement islamique qui, au nom du bien commun et grâce au développement du qânûn — la législation non religieuse —, garantit la sécurité de ses sujets et les protège de l’arbitraire dans le domaine de l’impôt et des levées militaires. Elles tendent à gommer les discriminations entre hommes libres et non libres, musulmans et non-musulmans ».